# Sheppardia lowei
Sheppardia lowei là một loài chim trong họ Muscicapidae.